# Pouy-sur-Vannes
Pouy-sur-Vannes es una comuna francesa situada en el departamento de Aube, en la región del Gran Este.

## Demografía
| 252 | 226 | 198 | 179 | 170 | 136 | 178 |
| Para los censos de 1962 a 1999 la población legal corresponde a la población sin duplicidades (Fuente: INSEE [Consultar]) |     |     |     |     |     |     |